# 子太叔
游吉（？—前506年），姬姓，游氏，名吉，字子太叔（一作子大叔），中国春秋时期郑国的为政。郑穆公的曾孙、公子偃的孙子、子蟜的儿子。历事郑简公、郑定公。
其兄游眅被废后为卿。善于辞令，多次出使楚国、晋国。辅佐子产执政。前522年，继任子产为政。尽杀雈苻之泽的群盗。他曾经阐述礼和仪的区别，认为礼是天地经纬、上下纲纪的准则。前506年，游吉去世，驷歂执政。